# Goričice Dobranske
Goričice Dobranske is een plaats in de gemeente Generalski Stol in de Kroatische provincie Karlovac. De plaats telt 63 inwoners (2001).